# Édouard Lock
Édouard Lock, né le 3 mars 1954 à Casablanca au Maroc, est un chorégraphe, photographe et cinéaste québécois d'origine marocaine. Il a dirigé la troupe de danse La La La Human Steps jusqu'à sa dissolution en septembre 2015.

## Biographie
Édouard Lock s'installe à Montréal en 1957. Il fait des études de cinéma et littérature à l'université Concordia. Il commence sa carrière de chorégraphe à l’âge de vingt ans. De 1974 à 1979, il crée des œuvres pour le Groupe Nouvelle Aire, les Grands Ballets Canadiens de Montréal, le Musée des beaux-arts de Montréal et le Musée d'art contemporain de Montréal.
En 1980, il fonde la compagnie Lock Danseurs, qui deviendra quelques années plus tard La La La Human Steps, et entame sa collaboration avec la danseuse Louise Lecavalier, sa muse et complice, pendant dix-huit ans. En 1980, Édouard Lock présente Lily Marlène dans la jungle au Théâtre l'Eskabel, à Montréal, puis à New York, à The Kitchen. L’année suivante, c’est Oranges, qui lui vaudra le prix Jean A. Chalmers de chorégraphie, prix qu'il remportera une seconde fois en 2001. Dès lors, la carrière d'Édouard Lock est bien engagée et la présence de La La La Human Steps sur la scène internationale est de plus en plus affirmée,.
En 1985, Human Sex établit Édouard Lock parmi les grands chorégraphes de réputation internationale. Il reçoit en 1986, pour cette création, un Bessie Awards décerné par des professionnels du milieu de la danse contemporaine de New York. Depuis, toutes les créations de La La La Human Steps ont été présentées en tournée internationale, pendant deux ans, et ont influencé d'innombrables artistes et spectateurs.
Il a reçu des commandes du Ballet national de Hollande, du Nederlands Dans Theater, des Grands Ballets canadiens de Montréal, de l'Opéra de Paris et de la São Paulo Dance Company.

## Carrière

### Style chorégraphique
Les premières pièces d’Édouard Lock évoquent l’univers de la bande dessinée, selon les critiques des quotidiens montréalais, qui soulignent l’urbanité de son style. Ses chorégraphies sont marquées par des mouvements saccadés et restreints dans l’espace et son style commence à se définir avec la pièce Human Sex mêlant une grande énergie d'exécution et une précision dans le geste. Il intègre la danse, le sport, le rock et le cinéma. Dans New Demons, le film reprend un élément de la danse et projette un corps en chute continuelle. Dans Infante, c’est destroy, le travail cinématographique évolue vers une analyse plus symbolique.
En 1988, Édouard Lock utilise pour la première fois de sa carrière le vocabulaire de la danse classique dans le cadre d’une commande pour le Ballet national de Hollande. Jusqu’en 1998, Édouard Lock poursuit son travail avec la danseuse Louise Lecavalier, réputée pour ses sauts vrillés à l’horizontale. La performance purement athlétique s'atténue vers un langage chorégraphique faisant plus appel à l'expressivité et la sensualité tout en continuant à travailler sur l'extrême rapidité des tempos. Depuis 2001, il fait appel à des danseurs de formation classique qu'il soumet à un entraînement sportif.
L’altération du ballet, l’alliage des trames chorégraphiques, musicales et filmiques, de même que les multiples changements d’éclairage créent un sens de la distorsion dans la perception du corps. L’ambiguïté sexuelle traverse les pièces d’Édouard Lock. Déjà, dans Human Sex, il inverse les rôles ; la danseuse soulève son partenaire. Louise Lecavalier, avec son corps androgyne, porte un tutu et une fausse moustache. D'un manière générale, le style d'Édouard Lock est avant tout fondé depuis le milieu des années 1980 par le travail sur pointes de ses interprètes féminines (puis masculins depuis Amelia et Amjad) qui réalisent des pirouettes extrêmement rapides sous l'impulsion des danseurs et empruntent aux différentes figures du vocabulaire de la danse classique. Selon Philippe Noisette, il « impose une langue dansée qui revivifie le pas de deux ».

### Cinéma
Les œuvres d’Édouard Lock se retrouvent également au cinéma. En 1987, La La La Human Sex duo no 1, réalisé par Bernar Hébert, met en vedette Louise Lecavalier et Marc Béland. Ce court métrage, en noir et blanc, a remporté six prix dans le monde, dont celui du Festival international du film sur l’art de Montréal.
Également réalisée par Bernar Hébert, Le Petit Musée de Vélasquez (1994), est une adaptation libre de huit pièces chorégraphiques d’Infante, c’est destroy. Outre les danseurs de La La La Human Steps, la comédienne Markita Boies prend part à ce long-métrage de fiction en couleur. La danse contemporaine se confronte à l'univers de Diego Vélasquez, le grand peintre de la Renaissance espagnole.
L’adaptation cinématographique d’Amelia, réalisée par Édouard Lock, a été présentée en première américaine au Festival du film de TriBeCa en 2004 et en première européenne au Festival international du film de Karlovy Vary. Il a été primé au Festival international du film de Chicago, au Festival de la Rose d'Or en Suisse, et au Festival international du film de Prague. Amelia a également remporté le prix spécial du jury, toute catégorie, au Festival de télévision de Banff ainsi que deux prix Gemini pour la meilleure réalisation et le meilleur montage d’un programme des arts de la scène.
En 2021, il réalise le film Écho, à partir de sa chorégraphie du même titre, solo créé pour la première danseuse Rachele Buriassi de Grands Ballets Canadiens de Montréal et dansé par elle. Présenté par les Grands Ballets Canadiens en première à la Place des Arts de Montréal en octobre 2021, le film est immédiatement suivi de la chorégraphie en scène. Ce film est ensuite projeté en première mondiale dans le cadre du Festival International des Films sur l'Art (FIFA) en mars 2022 et il entre dans la sélection officielle du FIFA pour sa tournée européenne à l'automne 2022,.

### Collaborations
Édouard Lock a également collaboré avec le monde musical. Il crée un événement chorégraphique avec David Bowie et Louise Lecavalier lors des célébrations du 40e anniversaire de l'Institute of Contemporary Arts de Londres, que filme le vidéaste Nam June Paik, et poursuit son travail avec David Bowie, en 1990, en assurant la conception et la direction artistique de la tournée mondiale Sound and Vision. En 1992, il collabore avec Frank Zappa au spectacle Yellow Shark, conjointement avec l’Ensemble Modern, l’Alte Oper de Francfort, la Philharmonie de Berlin et le Konzerthaus de Vienne. Il a fait appel également au compositeur britannique Gavin Bryars, qui signera les musiques de 2 et d'Amjad.

## Chorégraphies
- 1976 : Tempsvolé pour le Groupe Nouvelle Aire
- 1977 : La Maison de ma mère pour le Groupe Nouvelle Aire
- 1977 : Remous pour le Groupe Nouvelle Aire
- 1978 : Le Nageur pour le Groupe Nouvelle Aire
- 1980 : Lily Marlène dans la jungle pour LSH, Western
- 1981 : Oranges ou la Recherche du paradis perdu pour LSH
- 1983 : Businessman in the Process of Becoming an Angel pour LSH
- 1985 : Human Sex pour LSH
- 1987 : New Demons - La belle et la bête pour LSH
- 1988 : Look Bach in Anger", performance avec Louise Lecavalier et David Bowie
- 1988 : Bread Dances pour Het Nationale Ballet de Hollande
- 1990 : Sound and Vision pour David Bowie
- 1991 : Infante, c'est destroy pour LSH
- 1992 : The Yellow Shark pour Frank Zappa
- 1995 : 2 pour LSH
- 1996 : Étude pour les Grands Ballets canadiens de Montréal
- 1998 : Exaucé/Salt pour LSH
- 1999 : Touch and include pour le Nederlands Dans Theatre 1
- 2002 : Amelia pour LSH
- 2002 : AndréAuria pour le Ballet de l'Opéra de Paris
- 2003 : Les Boréades pour l'Opéra National de Paris
- 2007 : Amjad pour LSH
- 2011 : New Work pour LSH
- 2014 : The Seasons pour la São Paulo Companhia de Dança
- 2014 : 11e étage pour le Ballet Cullberg
- 2015 : Study for Boijmans pour l'exposition La La La Human Steps du Musée Boijmans Van Beuningen de Rotterdam
- 2016 : Iolanta. Casse-noisette, mise en scène de Dmitri Tcherniakov, pour l'Opéra Garnier, avec les chorégraphes Arthur Pita et Sidi Larbi Cherkaoui[13].
- 2018 : In the Heart of August pour le Ballet Royal de Flandre
- 2019 : In the Heart of August 2 pour le Ballet Royal de Flandre
- 2019 : Trick Cell Play pour la São Paulo Companhia de Dança
- 2021 : Écho film et chorégraphie

## Prix et distinctions
- 1986 : Bessie Awards (New-York)
- 1982 : Prix Jean A. Chalmers de chorégraphie
- 2001 : Chevalier de l'Ordre national du Québec
- 2001 : Prix national Jean A. Chalmers de danse
- 2001 : Prix  du Gouverneur général du Centre national des Arts
- 2002 : Officier de l'Ordre du Canada
- 2002 : Prix Denise-Pelletier
- 2003 : Prix Benois de la danse
- 2004 : Prix Gemini
- 2006 : Membre de la Société royale du Canada
- 2010 : Prix du Gouverneur général pour les arts du spectacle[14]
- 2010 : Prix Molson pour les arts
- 2010 : Docteur honoris causa de l'Université du Québec à Montréal
- 2011 : Prix Premio Positano Leonide Massine per la Danza
- 2012 : Prix du CALQ pour la meilleure tournée internationale
- 2016 : Grand Prix de la Danse de Montréal
- 2016 : Meilleures tournées internationales toutes catégories, présenté par le Conseil de l'Ordre des arts et des lettres du Québec